# (73206) 2002 JK18
(73206) 2002 JK18 – planetoida z pasa głównego asteroid okrążająca Słońce w ciągu 4,25 lat w średniej odległości 2,62 j.a. Odkryta 7 maja 2002 roku.